# 神戸メディケア
株式会社神戸メディケア（こうべメディケア 英称：Kobe Medi-care Co.Ltd）は、兵庫県神戸市兵庫区七宮町1丁目4-21に本拠をおき、高齢者向け介護賃貸マンションの不動産事業をはじめ、医療機器、美容機器、健康器具、サウナ、酸素カプセルの製造販売、レンタル及び主に日本国内の官公庁向けに吸水土のうの納入、鍼灸整骨院、整体院、カイロプラクティック、サロンなどの店舗運営、コンサルタント管理業務を手がける会社。

## 沿革[1]
- 1996年（平成8年）1月31日 有限会社稲見商事として設立。神戸市兵庫区にて創業。
- 1997年 自社物件による不動産管理事業開始。
- 2001年 介護事業に進出。高齢者向け介護賃貸マンション「シェーンブルク神戸」ビル着工。
- 2002年「シェーンブルク神戸」竣工。
- 2003年 古物商認可（兵庫県公安委員会）を取得し中古販売業を開始。
- 2004年 介護マンションの運営管理を開始。
- 2005年 ヘルスケア事業部を設立し、健康機器などの取り扱い開始。
- 2006年 「有限会社稲見商事」より「株式会社神戸メディケア」に社名変更。3月には東京ビッグサイト「健康博覧会2006」に出展。管理医療機器販売許可を取得し、同商品の販売を開始。神戸ショールーム開設。
- 2007年 東日本営業所(埼玉県川口市栄町)、北九州営業所（福岡県北九州市八幡西区）開設。
- 2008年 企業向けの特定検診、メタボリックシンドローム対策や、保健指導事業を開始。株式会社エコクリーンを買収、エコクリーン事業部開設。防災関連事業に参入。高度管理医療機器等の販売許可認定を受け同機器の販売を開始。九州ショールーム（福岡県北九州市八幡西区）開設。東京ビッグサイト「健康博覧会2008」出展。
- 2009年 酸素カプセル事業部を新設。海外への輸出も開始。
- 2010年 東日本営業所兼ショールームを埼玉県川口市本町へ移転。
- 2011年 WEB事業部新設 （兵庫県神戸市兵庫区）[3]。
- 2014年 資本金を3500万円に増資。「Spa＆WELLNESS Japan2014」、「ANTI-AGEING Japan2014」に出展[3]。
- 2015年 東京ビッグサイト「DIET＆BEAUTY2015」、「Spa＆WELLNESS Japan2015」に出展[3]。
- 2016年 東日本営業所を東京都中央区銀座へ移転、東京銀座支店へ名称変更、同支店にショールーム開設[3]。

## 概要

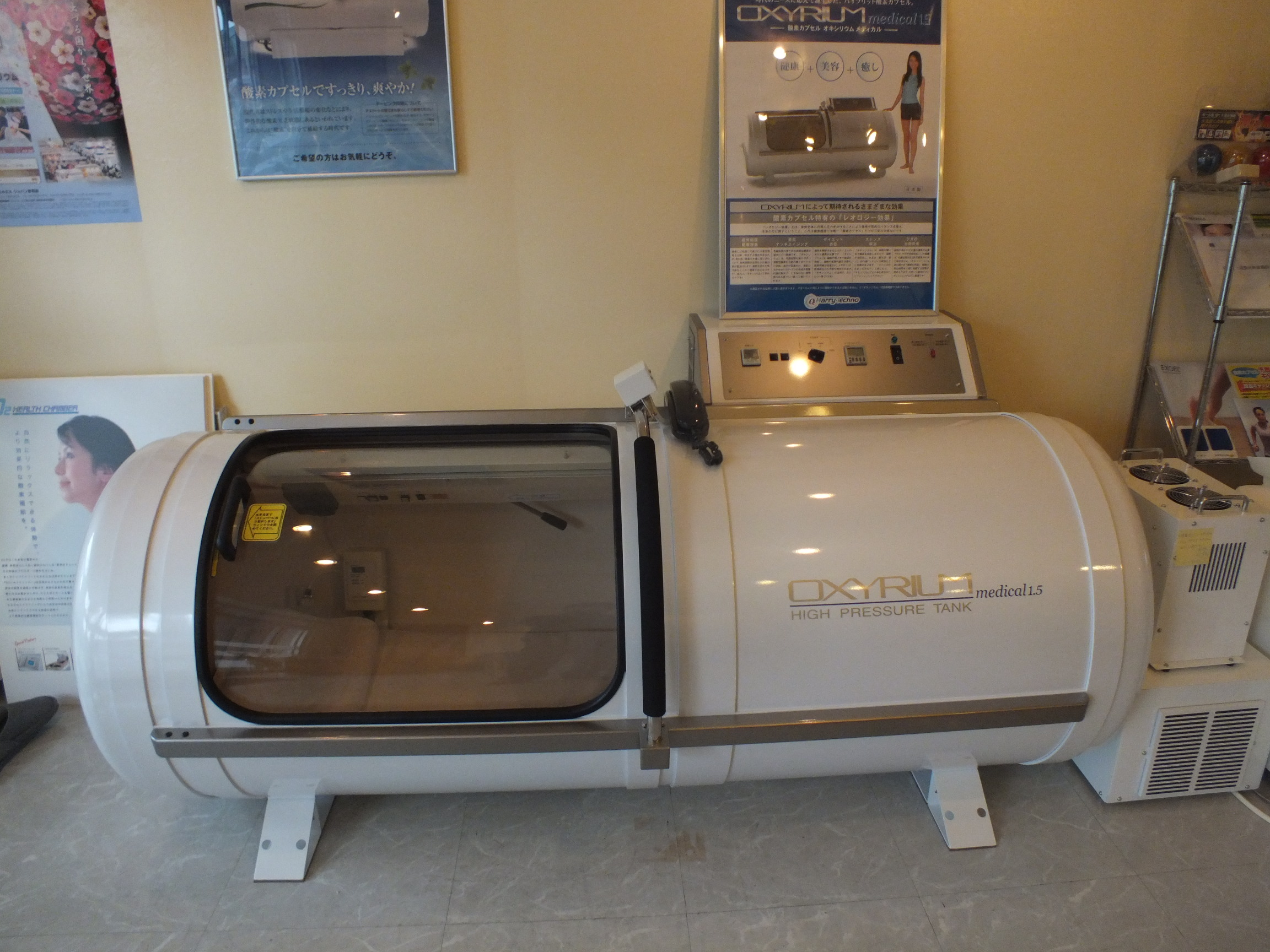
神戸メディケア製酸素カプセル

### 事業内容[1]
- エコクリーン事業
  - 官公庁、大手建設会社、鉄道会社、NEXCO、電力会社などへの防災用品「吸水土のう」販売業務[2]。
  - 環境改善に対応した資源を用いたオリジナル製品の開発と研究[2]。
  - インターネット通販による防災・災害用品の販売[2]。

- 介護・福祉事業
  - 高齢者向け介護賃貸マンション。
  - 介護保険対応の住宅改修、高齢者・障害者住宅建設。
  - 福祉用具販売・貸与。
  - 訪問介護、高齢者安否確認サービス。

- ヘルスケア事業
  - 高度管理医療機器販売、卸業務。

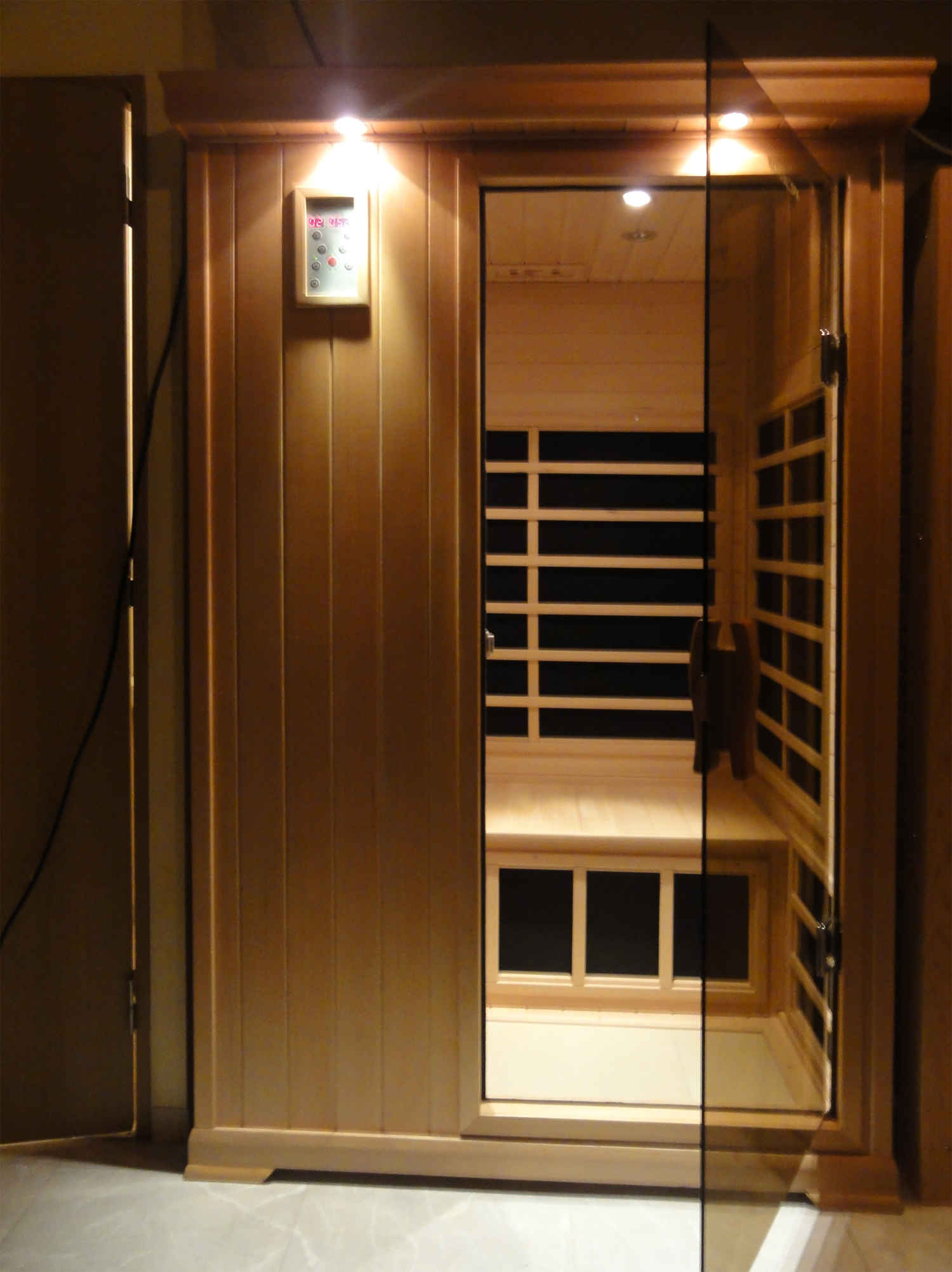
神戸メディケア製家庭用サウナ

  - サウナ、美容、健康、リラクゼーション機器の開発、販売、輸出及び卸業務。
  - 鍼灸整骨院、整体院、カイロプラクティック、サロン等の店舗運営、コンサルティング業務。
  - 健康・美容機器、基礎化粧品OEM、オリジナル商品の開発及び製造企画。
  - インターネット通販による健康、美容、医療機器の販売。
  - サウナ、浴槽、岩盤浴施工工事。
  - オールアルミ製で最大気圧1.5気圧まで加圧し40dBに騒音を抑えた酸素カプセルを開発[4]。

### 取扱商品[1]
- 介護用品・福祉用具。
- 医療機器・医療器具認定機器 - 血液測定機器、顕微鏡、体成分分析装置・体組成計、鍼治療マッサージ機器、画像肌診断機、エアマッサージ器、高濃度酸素水サーバー。
- サウナ、有機ゲルマニウム温浴器、炭酸温浴器、フィットネス機器、フットバス。
- 災害・水害対策として高吸水剤ポリマーを素材とした簡易吸水土のう[2]。
- 高気圧酸素カプセル（病院などへ納入）[5]。

## 主要取引先
- 全国の地方自治体[2]。
- 陸上自衛隊、航空自衛隊[2]。
- 国土交通省[2]。
- 海上保安庁[2]。
- 民間企業 - 大林組、清水建設、鴻池組、三菱重工業、伊藤超短波、フジ医療器、大垣共立銀行、近畿日本鉄道、東海旅客鉄道、三井不動産、北陸電力、関西電力、中国電力、大阪ガス、近畿医師会、京都東急ホテル、イオン、平和堂、天満屋など[2]。
- カワサキモータースジャパン - 同社の酸素カプセル「ドリームプラスi」の正規代理店である[6]。
- 清水寺[2]
- 東京慈恵会医科大学附属青戸病院[7][2]

## 関連企業
- O2ハリーテクノ[8]

## テレビ・ラジオ出演
- 2009年5月21日 NHK、宮崎放送、エフエム宮崎の防災ラジオ「2009年～豪雨災害から身を守る」- 吸水土のう「エコクリーン」が取り上げられる。
- 2012年10月30日 TBS「リンカーン」 - 遠赤外線サウナ－NATURAL SPAの紹介。
- 2013年9月12日 TBS「ニンゲン観察バラエティ モニタリング」- 赤外線ドームサウナの紹介。
- 2014年9月9日 NHK大津放送局「おうみ発610」
- 2016年9月20日 TBS「ニンゲン観察バラエティ モニタリング」- 酸素カプセル「OXYRIUM Medical1.5」の紹介[9]。

## 雑誌
- 2012年2月29日 『モダンリビング/MODERN LIVING』（ハースト婦人画報社）「豪邸の設備」バス&パウダールーム特集（NATURAL SPA遠赤外線サウナ）。
- 2013年7月30日 『TruNatt（トゥルナ）』（遠赤外線 半身浴サウナ、ハーフスパ）
- 2013年12月12日 「雑誌 TruNatt（トゥルナ）」「白い世界の愉しみ方」フィンランド特集（遠赤外線サウナNATURAL SPA）。

## その他
- 神戸商工会議所会員[3]。
- 自然保護の一環としてWWFジャパンに法人会員として支援[3]。

## 事業所
- 本社

兵庫県神戸市兵庫区七宮町1丁目4-21シェーンブルク神戸1Ｆ
- 東京銀座支店

東京都中央区銀座7-17-11　銀座大雄ビル6F